# Route nationale 453
Pour les articles homonymes, voir Route 453.
La route nationale 453 ou RN 453 était une route nationale française reliant Nuits aux Riceys. Après les déclassements de 1972, elle est devenue RD 953 et RD 453.
Le numéro 453 a ensuite été réutilisé pour désigner un ancien tronçon de la RN 113 entre Arles et Saint-Martin-de-Crau quand la RN 113 est devenue une voie rapide entre les deux tronçons de l'A54, cette route a été déclassée en RD 453 en 2006.

## De Nuits aux Riceys
- Nuits (km 0)
- Ravières (km 1)
- Sennevoy-le-Bas (km 11)
- Gigny (km 13)
- Laignes (km 19)
- Villedieu (km 28)
- Molesme D 453 (km 31)
- Les Riceys (km 38)